# Treutlen County
Das Treutlen County ist ein County im Bundesstaat Georgia der Vereinigten Staaten. Der Verwaltungssitz (County Seat) ist Soperton.

## Geographie
Das County liegt im mittleren Osten von Georgia und hat eine Fläche von 524 Quadratkilometern, wovon vier Quadratkilometer Wasseroberfläche sind, und grenzt im Uhrzeigersinn an folgende Countys: Emanuel County, Montgomery County, Wheeler County und Laurens County.

## Geschichte
Treutlen County wurde am 21. August 1917 als 152. County in Georgia aus Teilen des Emanuel County und des Montgomery County gebildet. Benannt wurde es nach John Adam Treutlen, der 1734 in Kürnbach (Landkreis Karlsruhe) geboren wurde und erster gewählte Gouverneur von Georgia war.

## Demografische Daten
Laut der Volkszählung von 2010 verteilten sich die damaligen 6885 Einwohner auf 2543 bewohnte Haushalte, was einen Schnitt von 2,53 Personen pro Haushalt ergibt. Insgesamt bestehen 2992 Haushalte.
69,6 % der Haushalte waren Familienhaushalte (bestehend aus verheirateten Paaren mit oder ohne Nachkommen bzw. einem Elternteil mit Nachkomme) mit einer durchschnittlichen Größe von 3,07 Personen. In 36,0 % aller Haushalte lebten Kinder unter 18 Jahren sowie in 27,4 % aller Haushalte Personen mit mindestens 65 Jahren.
27,9 % der Bevölkerung waren jünger als 20 Jahre, 26,1 % waren 20 bis 39 Jahre alt, 26,4 % waren 40 bis 59 Jahre alt und 19,6 % waren mindestens 60 Jahre alt. Das mittlere Alter betrug 37 Jahre. 50,1 % der Bevölkerung waren männlich und 49,9 % weiblich.
65,2 % der Bevölkerung bezeichneten sich als Weiße, 32,6 % als Afroamerikaner, 0,2 % als Indianer und 0,2 % als Asian Americans. 0,8 % gaben die Angehörigkeit zu einer anderen Ethnie und 1,0 % zu mehreren Ethnien an. 1,5 % der Bevölkerung bestand aus Hispanics oder Latinos.
Das durchschnittliche Jahreseinkommen pro Haushalt lag bei 40.204 USD, dabei lebten 18,7 % der Bevölkerung unter der Armutsgrenze.

## Orte im Treutlen County
Orte im Treutlen County mit Einwohnerzahlen der Volkszählung von 2010:
City:
- Soperton (County Seat) – 3115 Einwohner